# 马约拉蒂-斯邦蒂尼
马约拉蒂-斯邦蒂尼（義大利語：Maiolati Spontini），是意大利安科纳省的一个市镇。总面积21.42平方公里，人口6169人，人口密度288.0人/平方公里（2009年）。ISTAT代码为042023。